# FC Baník Ostrava
FC Baník Ostrava (FCB) är en fotbollsklubb från Ostrava i Tjeckien.
FC Baník Ostrava grundades 1922 som SK Slezská Ostrava. Klubben har blivit tjeckoslovakiska mästare tre gånger (1976, 1980, 1981), tjeckoslovakiska cupmästare tre gånger (1973, 1978, 1991) och har vunnit Tjeckiens högsta liga en gång (2004).
Internationellt har klubben nått som bäst kvartsfinal i Europacupen för mästarlag 1981, semifinal i Cupvinnarcupen 1979 samt kvartsfinal i UEFA-cupen 1975. 
I klubben har bland annat landslagsspelaren Tomáš Galásek spelat.